# 帕洛馬斯 (亞利桑那州)
帕洛馬斯（英語：Palomas）是位於美國亞利桑那州尤馬縣的一個非建制地區。該地的面積和人口皆未知。

## 地理
帕洛馬斯的座標為32°54′32″N 113°28′53″W / 32.90889°N 113.48139°W，而該地的平均海拔高度為124米（即407英尺）。